# 內珀 (內布拉斯加州)
內珀（英語：Naper）是位於美國內布拉斯加州博伊德縣的村。

## 人口
根據2020年美國人口普查的數據，內珀的面積為0.35平方千米，皆為陸地。當地共有人口89人，而人口密度為每平方千米254人。